# Khu bảo tồn vườn quốc gia Gwaii Haanas và di sản Haida
Khu bảo tồn vườn quốc gia Gwaii Haanas và di sản Haida thường được gọi đơn giản là Gwaii Haanas (/ˌɡwaɪ ˈhɑːnəs/) nằm tại cực nam của đảo Haida Gwaii, nằm cách 130 kilômét (81 dặm) so với phần đất liền thuộc tỉnh British Columbia, Canada. Gwaii Haanas bảo vệ khu vực gồm 138 hòn đảo, trong đó Moresby là hòn đảo lớn nhất, cùng với Kunghit là hòn đảo nằm ở cực nam của quần đảo. "Gwaii Haanas" có nghĩa là "Quần đảo sắc đẹp" trong tiếng X̱aayda kíl, ngôn ngữ của người Haida bản địa.
Di sản Haida nằm trong lãnh thổ của người Haida, những người đã sống ở Haida Gwaii ít nhất 14.000 năm. Ḵ'aygang.nga là điển tích truyền khẩu của người Haida cho thấy, người Haida sống ở Gwaii Haanas khi những cây đầu tiên phát triển ở Xaagyah Gwaay.yaay (Quần đảo Bolkus) khi các sông băng rút đi. Các mẫu phấn hoa cho thấy cây bắt đầu có mặt tại quần đảo cách đây khoảng 14.500 năm.
Nhiều bộ phim đã đề cập đến Gwaii Haanas như là phim ngắn National Parks Project năm 2011 của đạo diễn Scott Smith và đóng góp ở một số khía cạnh bởi Sarah Harmer, Jim Guthrie và Bry Webb.

## Sinh thái
Cảnh quan của Gwaii Haanas rất đa dạng, từ những vịnh hẹp sâu đến những ngọn núi hiểm trở, những con suối nơi đàn cá hồi sinh sản cho đến những vùng lãnh nguyên phụ núi cao. Gần 90% diện tích Gwaii Haanas là rừng, 9% là lãnh nguyên núi cao và cận núi cao còn 1% còn lại là các hồ và đầm lầy. Nước từ những ngọn núi cao gồ ghề bao gồm cả dãy San Christoval với những đỉnh cao hơn 1.100 mét (3.609 foot) làm đầy hơn 40 hồ nước ngọt trên đảo. Từ các hồ chảy theo hơn 100 con suối là nơi sinh sản cho cá hồi. Trong khu bảo tồn còn có hòn đảo Hotspring với dòng suối nước nóng đo được là 162 °F (72 °C).
Có một cộng đồng địa phương tại Rose Harbour trên đảo Kunghit. Nền kinh tế tại đó chủ yếu là du lịch sinh thái quy mô nhỏ với những hoạt động cắm trại, chèo thuyền kayak. Trước năm 1940, đây là một trạm săn bắt cá voi quan trọng ngoài khơi Bờ biển phía Bắc của British Columbia.

### Động thực vật
Bờ biển phía tây của Gwaii Haanas có thể nhận được lượng mưa lên tới hơn 4.000 milimét (157,5 inch) mỗi năm. Với việc những cơn gió biển liên tục cùng với lượng mưa nhiều khiến khu rừng ở bờ biển phía tây trở lên lầy lội và còi cọc, là nơi sinh trưởng chủ yếu của tuyết tùng đỏ Thái Bình Dương và thiết sam. Phía đông Gwaii Haanas là rừng mưa ôn đới cổ ven biển, với sự có mặt dày đặc của những cây đại thụ gồm thiết sam phương Tây, vân sam Sitka, tuyết tùng đỏ Thái Bình Dương
Hệ động vật khác biệt phát triển trải qua quá trình hàng nghìn năm với nhiều loài khác thường được tìm thấy so với đất liền. Các loài đáng chú ý gồm gấu đen Bắc Mỹ, hươu Sitka, chồn ecmin, gấu mèo, sóc, hải ly.
Ước tính có khoảng 750.000 con chim biển làm tổ dọc theo bờ biển của Gwaii Haanas từ tháng 5 đến tháng 8. Nhiều loài là loài làm tổ trong hang, chẳng hạn như chim Auklet sừng tê (một loài họ hàng gần của hải âu cổ rụt), hải âu cổ rụt mào lông, đại bàng đầu trắng.